# ТЕС Alaoji
5°4′1.1″ пн. ш. 7°19′17.9″ сх. д. / 5.066972° пн. ш. 7.321639° сх. д.
ТЕС Alaoji — теплова електростанція в Нігерії у південному штаті Абія, на околиці міста Аба.
Станція є однією з десяти, спорудження яких здійснювалось у відповідності до оголошеної 2005 року програми стрімкого нарощування можливостей електроенергетики National Integrated Power Projects. Її запланували як об'єкт з потужністю 1074 МВт, котрий використовуватиме технологію комбінованого парогазового циклу. В межах звичайної практики на першому етапі у 2015 році завершили монтаж чотирьох газових турбін компанії General Electric типу 9EA одиничною потужністю по 126 МВт. Надалі компанія Rockson Engineering, що виступає генеральним підрядником, повинна доповнити станцію двома паровими турбінами загальною потужністю 570 МВт.
Станом на середину 2017 року не тільки не були встановлені парові турбіни, але й наявні газові не включались в роботу через відсутність постачання палива. Втім, у серпні 2016-го завершили трубопровід Northern Option Pipeline діаметром 600 мм та довжиною 50 км, яким для роботи ТЕС має постачатись до 3 млн м3 природного газу на добу. А в грудні того ж року компанія Total уклала угоду про постачання по газопроводу необхідного ресурсу.
На етапі будівництва проект реалізується через державну компанію Niger Delta Power Holding Company (NDPHC). У середині 2010-х уряд Нігерії оголосив про намір приватизувати всі об'єкти, виконані за програмою National Integrated Power Projects.